# 哈里·艾伦
哈里·艾伦（英語：Harry Allen，？—），加拿大前男子草地滚球运动员。他曾代表加拿大参加1930年大英帝国运动会草地滚球比赛，获得一枚银牌。